# Юламановский сельсовет (Курганская область)
Юламановский сельсовет — упразднённые административно-территориальная единица и сельское поселение в Альменевском районе Курганской области.
Административный центр — село Юламаново.
Законом Курганской области от 29.06.2021 № 72 к 9 июля 2021 года сельсовет упразднён в связи с преобразованием муниципального района в муниципальный округ.

## География
Площадь сельсовета 257,66 км², в том числе площадь населенных пунктов 21,57 км², земли лесного фонда 18,97 км².
Общая протяжённость границ — 78.64 км.
Границы Юламановского сельсовета на разных участках совпадают с участками границ муниципальных образований: Шариповского, Танрыкуловского, Бороздинского сельсоветов, Сафакулевского района и Челябинской области. Протяженность границы с Челябинской областью 19,37 км, с Сафакулевским районом 26,94 км, с Танрыкуловским сельсоветом 19,43 км, с Бороздинским сельсоветом 7,42 км, с Шариповским сельсоветом 9,48 км.

## История
Юламановский сельсовет образован 14 июня 1954 года в Альменевском районе Курганской области. Указом Президиума Верховного Совета РСФСР от 14 июня 1954 года Бахаревский и Наримановский сельсоветы объединены в один Юламановский сельсовет.
Решением Курганского облисполкома № 190 от 14 мая 1959 года п. ф. № 2 и № 3 Зауральского совхоза перечислены из Казенского сельсовета в состав Юламановского сельсовета, д. Манатово и д. Подъясово перечислены из Юламановского сельсовета в состав Бороздинского сельсовета.
Указом Президиума Верховного Совета РСФСР от 1 февраля 1963 года образован укрупнённый Целинный сельский район, в который передан Юламановский сельсовет.
Решением Курганского облисполкома № 434 от 9 декабря 1963 года п. ф. № 1 Зауральского совхоза переименован в д. Озерное.
Указом Президиума Верховного Совета РСФСР от 3 марта 1964 года Юламановский сельсовет передан в Шумихинский сельский район.
Указом Президиума Верховного Совета РСФСР от 12 января 1965 года Шумихинский сельский район разукрупнён. Юламановский сельсовет вошёл в состав вновь образованного Альменевский района,
Решением Курганского облисполкома № 197 от 12 мая 1965 года д. Крутой Лог и д. Поляны перечислены из Юламановского сельсовета в состав Танрыкуловского сельсовета.
Решением Курганского облисполкома № 389 от 27 сентября 1965 года д. Бишкома, д. Монатово и д. Утичье исключены из Юламановского сельсовета как сселившиеся.

## Население
| 1989 | 2002  | 2004  | 2010 | 2012 | 2013 | 2014 |
| ---- | ----- | ----- | ---- | ---- | ---- | ---- |
| 1482 | ↘1193 | ↘1173 | ↘914 | ↘841 | ↘804 | ↘767 |
| 2015 | 2016  | 2017  | 2018 | 2019 | 2020 |      |
| ↘698 | ↘656  | ↘637  | ↘611 | ↘600 | ↘580 |      |

## Состав сельского поселения
| № | Населённый пункт | Тип населённого пункта       | Население |
| - | ---------------- | ---------------------------- | --------- |
| 1 | Аскарово         | деревня                      | ↘116      |
| 2 | Бухарово         | деревня                      | ↘165      |
| 3 | Озерное          | деревня                      | ↘87       |
| 4 | Юламаново        | село, административный центр | ↘546      |

## Предприятия
- СХК «Зауральский» — самое значительное по объемам производимой продукции района предприятие, специализирующееся на выращивании крупного рогатого скота и зерновых культур.

## Местное самоуправление
Глава Юламановского сельсовета
- В 2011 году — Грехова Вера Ивановна
- До 13 мая 2013 года — и. о. главы Биксултанова Ф. Т.
- 2013—2018 — Грехова Татьяна Ивановна
- С 2018 года — Ярушин Сергей Викторович

Администрация располагается по адресу: 641142, Курганская область, Альменевский район, с. Юламаново, ул. Шахты, 2.